# Chartreuse de Bistra
Pour les articles homonymes, voir Chartreuse Notre-Dame (homonymie).
La chartreuse Notre-Dame de Freudenthal ou chartreuse de Val-Joyeuse, est une ancienne chartreuse, située à Bistra ou en allemand : Freudnitz, près de Vrhnika en Carniole-Intérieure, à 8 km, au sud de Ljubljana, en Slovénie.

## Histoire

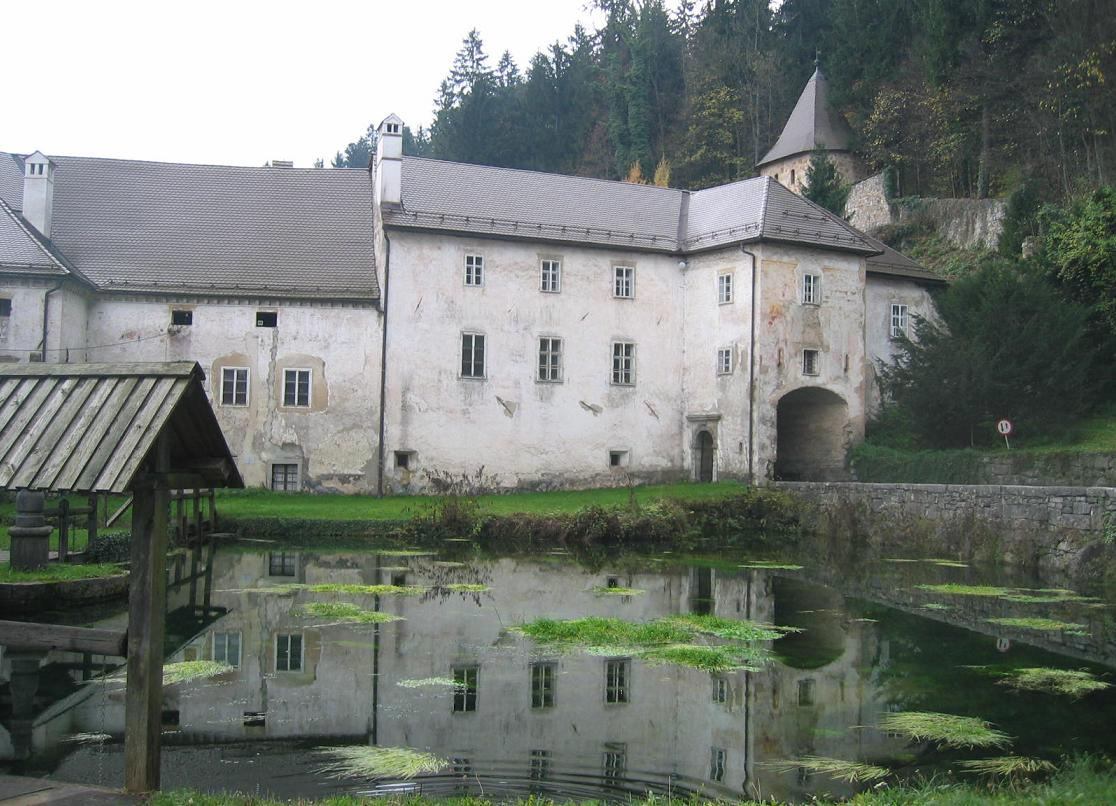
Façade

Elle est fondée vers 1255 par Ulrich III, duc de Carinthie, selon les désirs de son père Bernard de Carinthie. En 1257, Le pape Alexandre IV accorde au monastère deux privilèges pour assurer le bon fonctionnement du monastère. La charte de fondation date de 1259. La dotation est magnifique. Les comtes de Celje, les prélats de la région, la noblesse se montent très généreux. Le domaine foncier du monastère se compose de terres à Borovnica et Kamnik pod Krimom (en). Au XIVe siècle s'ajoute les revenus de la paroisse de Cerknica (sl). 
En 1364 et 1382, le monastère est touché par deux incendies majeurs, qui marquent le début du lent déclin du monastère.
En 1586, sous le priorat de  Primoža Jobsta, la communauté lutte contre le projet d’unir la chartreuse à la mense épiscopale d’un nouvel évêché. Le monastère est menacé de fermeture à plusieurs reprises. 
La deuxième période économique et culturelle majeure du monastère a lieu à la fin du XVIIe et au début du XVIIIe siècle, lorsque le monastère compte un grand nombre de moines (24), sous la protection de l'empereur de l'époque. 
L’observance est très brillante au XVIIe siècle et les bâtiments sont rebâtis dans le style italien, l'église avec une nef unique, voûtée sur croisée d'ogives est éclairée par de hautes fenêtres trilobées.
En 1670, le bâtiment est frappé par un fort tremblement de terre et en 1773 par un incendie. Après chaque catastrophe, le bâtiment est reconstruit. L'église est revêtue de marbre et possède sept autels ornés de tableaux et de sculptures. La maison est en excellent état quand elle est supprimée par Joseph II en 1782. 
Les moines reçoivent une indemnité et une pension, et la propriété est en partie confisquée et vendue  et en partie remise à l'Église. La propriété est achetée en 1826 par un industriel, Francu Galletu, qui donne au bâtiment l'apparence d'un manoir et supprime les derniers éléments de la chartreuse. 
Sur le site, la cour s'ouvre aujourd'hui sur le parc où jusqu'en 1808 se dressait un cimetière et une église monastique, construits à la fin du XIIIe siècle. Après la mort de Galletu, la propriété du domaine est transférée à ses héritiers qui vivent dans le manoir jusqu'en 1945. Après la Seconde Guerre mondiale, le domaine est nationalisé et depuis 1951, le bâtiment abrite le musée technique de Slovénie.
La sacristie existe encore aujourd'hui, ainsi que des restes du petit cloître.

## Prieurs
Le prieur est le supérieur d'une chartreuse, élu par ses comprofès ou désigné par les supérieurs majeurs. 
- ~1329 : Hermann
- Pierre (†1403), profès de Seiz, prieur de la chartreuse de Rome.
- Frédéric, profès de Plétriach, prieur de Gaming.
- 1581 : Primoža Jobsta ou Prime Jobst
- 1629 : Paul Weissot, profès de Seiz.
- 1653-1669 : Louis de Cyrian (†1687), profès de Freudenthal.
- Anthelme Kimoviz
- Bruno Ortner, dernier prieur.

## Philatélie
Un timbre postal émis en 2011 en Slovénie représente la chartreuse.